# Chiesa di San Tommaso (Torino)
La chiesa di San Tommaso apostolo è un luogo di culto cattolico di Torino, situato nel cuore del suo centro storico, all'incrocio tra Via Pietro Micca, Via San Tommaso e Via Monte di Pietà.

## Storia
La chiesa è uno degli edifici di culto più antichi della città. Eretta probabilmente nell'XI secolo, viene menzionata per la prima volta in documenti del 1115, e nel 1351 il rettore era Pietro Della Rovere. Attorniata da tre piccoli cimiteri, si trovava tra quelle che erano al tempo la 'via dei due boui' e la 'via della barra di ferro'. Crollò e venne ricostruita una prima volta nel 1447, poi a partire dal 1584, poiché da quasi cent'anni risultava inagibile. I Frati Minori Osservanti, che avevano perso la parrocchia di Santa Maria degli Angeli nel 1536 e si erano sistemati a San Tommaso nel 1542, rilevarono la cura della parrocchia nel 1575. Il 9 Luglio 1545 papa Papa Paolo III aveva emesso una bolla che definiva la convenzione tra i Frati ed il canonico Buschetti. I Frati presero ufficialmente possesso della parrocchia il 18 Agosto 1576. Nel 1584 avviarono la ricostruzione del nuovo edificio e la prima pietra fu posato il 19 giugno da Carlo Emanuele I di Savoia. L'edificio venne consacrato l'8 maggio 1621, ma nel 1698 fu danneggiato da uno scoppio in una vicina polveriera. Nel 1703 il cantiere fu affidato ad Agostino Rama, che iniziò la costruzione della cupola, rivestita in piombo nel 1831.
Il convento fu soppresso nel 1801 dal governo napoleonico e poi dopo il ritorno dei Savoia, restaurato ed ingrandito fino ad occupare un intero isolato ed ospitare circa cento frati. Il convento fu poi soppresso definitivamente con la Legge Rattazzi
Alla fine dell'Ottocento, dovendo costruire la nuova diagonale di Via Pietro Micca, il comune di Torino decretò la soppressione della chiesa e la sua distruzione, poiché situata al centro del tracciato della strada. L'edificio si salvò per volere dell'architetto Carlo Ceppi, che stava progettando il tracciato della nuova arteria: nel 1895 la navata venne demolita e, su modello della Basilica di Santa Maria della Salute di Venezia, costruito il nuovo avancorpo. La pianta passò così da croce latina a croce greca, e sulla nuova facciata ricurva furono collocate le statue di San Francesco e Sant'Antonio, rimosse dalla facciata precedente. I lavori terminarono nel 1897.
Dell'antica chiesa, dopo la ricostruzione, rimangono l'abside, il transetto, il campanile e l'altare.

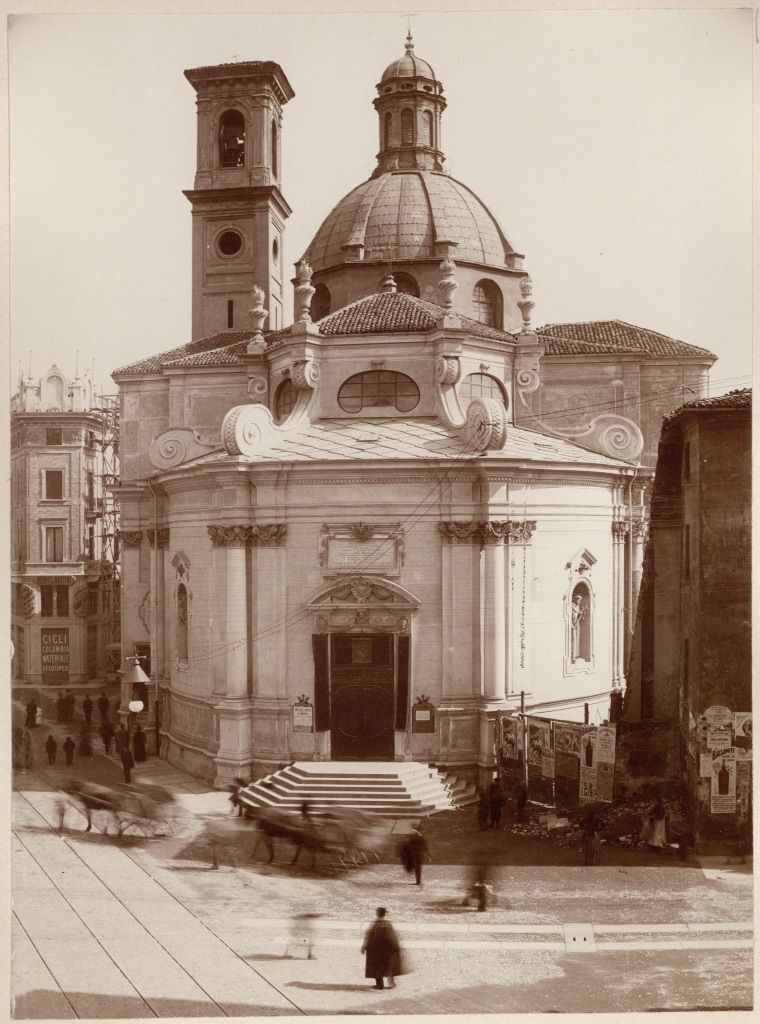
Veduta di fine 800

Chiesa molto amata dai torinesi, venne visitata assiduamente dai grandi santi sociali di Torino, come San Giuseppe Benedetto Cottolengo e San Giuseppe Cafasso. Parrocchiani furono i servi di Dio fra Leopoldo Musso e Angela Catterina Lucia Bocchino e Paolo Pio Perazzo, le cui spoglie riposano nella chiesa.
Nel 2013 la parrocchia fu soppressa e la chiesa annessa al Duomo di Torino.

## Descrizione
L'avancorpo della chiesa, costruito nel 1895 su progetto dell'architetto torinese Carlo Ceppi in sostituzione della demolita navata, è semicircolare con deambulatorio. All'esterno, è caratterizzato, nella parte inferiore, dal portale, situato al centro, con ricca cornice e frontone in marmo e, in quella superiore, da tre finestre ellittiche intervallate da volute sormontate da guglie barocche. La cupola, posta immediatamente oltre l'avancorpo, possiede sia il tamburo, con finestre circolari, sia la lanterna, sormontata da una croce in ferro. Alla sua destra, il campanile.
L'interno della chiesa, interamente affrescato, è costituito dalla crociera coperta dalla cupola, intorno alla quale vi sono i due bracci del transetto, ognuno costituito da una campata a pianta quadrata coperta con volta a botte lunettata, dall'abside semicircolare e dall'avancorpo, anch'esso semicircolare, intorno al quale corre il deambulatorio. Le cappelle ai lati dell'altar maggiore sono opera dell'architetto messinese Francesco Martinez, pronipote di Filippo Juvarra.
L'altare maggiore fu rinnovato nel 1838 utilizzando i marmi del precedente altare seicentesco. Il pulpito fu realizzato in legno di noce dall'ebanista Carlo Maria Ugliengo nel 1724.
Sulla cantoria in controfacciata, si trova l'organo a canne, costruito nel 1889 da Carlo Vegezzi-Bossi riutilizzando la cassa e parte del materiale fonico del precedente organo Serassi. Lo strumento, racchiuso entro una cassa sobriamente decorata con dorature, con mostra composta da 33 canne di principale disposte in cuspide unica, possiede due consolle, entrambe con due tastiere di 58 note ciascuna e pedaliera di 30 note: una in cantoria, a trasmissione pneumatica, con pedaliera dritta; una nei pressi del presbiterio, a trasmissione elettrica, con pedaliera concava.